# Höhe 80

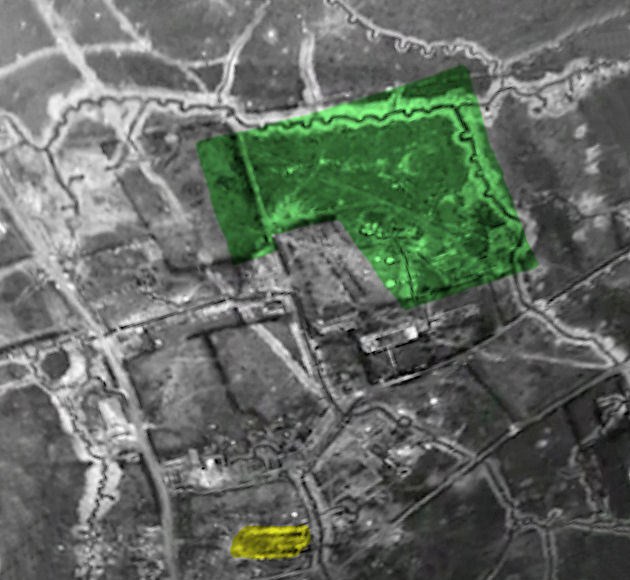
Luftbild von 1916 mit dem heutigen Ausgrabungsgelände von Höhe 80 (grün) und der Kirche (gelb)

Höhe 80 ist die verkürzte Bezeichnung für ein Ausgrabungsprojekt, bei dem eine militärische Stellung des Ersten Weltkriegs in Wijtschate (frühere Bezeichnung: Wytschaete) in Westflandern (Belgien) archäologisch untersucht wurde. Die von 1914 bis 1918 genutzte Anlage innerhalb eines Mühlenbetriebs war Teil des deutschen Stellungssystems und wurde von deutschen Truppen als „Kapelleriemühle“ bezeichnet. Sie lag am Ortsrand auf einer leichten Erhebung von 80 Meter über dem Meeresniveau. Während des vierjährigen Grabenkriegs war sie überwiegend in der Hand deutscher Truppen und wurde kurze Zeit von alliierten Truppen gehalten. Im Jahr 2018 erfolgte vor einer Wohnbebauung eine hauptsächlich durch Crowdfunding finanzierte Ausgrabung durch ein internationales Team aus Archäologen, Historikern und freiwilligen Grabungshelfern. Dabei wurden auf dem untersuchten Areal von 1,1 Hektar zahlreiche militärische Ausrüstungsgegenstände und die sterblichen Überreste von rund 130 Soldaten gefunden.

## Lage

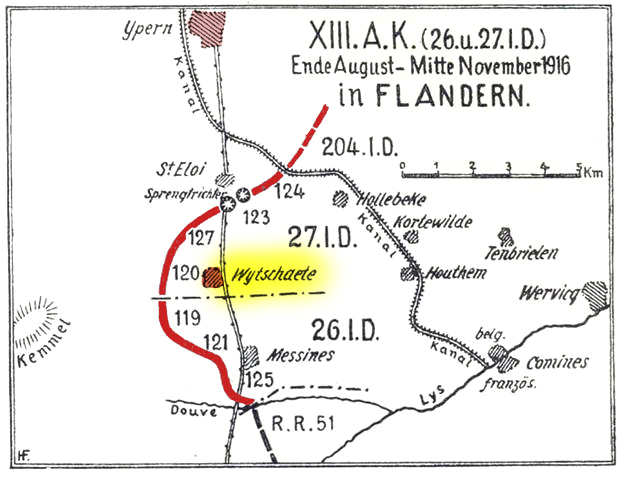
Wytschaete-Bogen, westlich davon der Kemmelberg, 1916

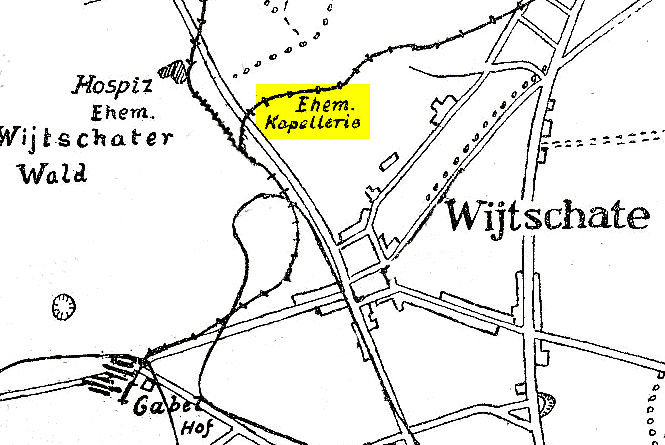
Deutsche Militärkarte mit der Einzeichnung Ehem. Kapellerie

Die Stellung in Wytschaete befand sich etwa in der Mitte der rund 15 km langen Frontausbuchtung des Wytschaete-Bogens, an den sich nördlich der Ypernbogen anschloss. Sie lag auf dem langgestreckten Bergrücken zwischen Messines und Wytschaete auf einer leichten Erhebung von 80 Meter über dem Meeresniveau, wovon sich die Begriffe „Höhe“ 80 bzw. „Hill 80“ für das 2018 durchgeführte Ausgrabungsprojekt ableiten. Das Areal der früheren Stellung liegt in einem als Kapellerie bezeichneten Geländebereich etwa 200 Meter nördlich des Ortskerns mit der Kirche, die an der höchsten Stelle des Ortes auf etwa 84 Meter über Meeresniveau steht. Die Stellung befand sich in einem Mühlenbetrieb mit einer Windmühle und einer Dampfmühle sowie weiteren Gebäuden, die militärisch umgestaltet wurden. Entsprechend wurde die Stellung von deutschen Truppen als „Kapelleriemühle“ bezeichnet. Die Mühle brannte 1914 durch die Kämpfe ab.
Der Wytschaete-Bogen war im Bereich des Ortes Wytschaete ein mehrgliedriges Stellungssystem. Die vorderste Frontlinie, die auf militärischen Lageplänen als „I. Stellung“ bezeichnet wird, lag etwa einen Kilometer westlich des Ortes in der Niederung. Die Stellung auf „Höhe 80“ lag an der „II. (Höhen) Stellung“. Etwa zwei Kilometer östlich im Hinterland des Ortes lag die „Sehnenstellung“. Noch weiter östlich lagen die „III. Stellung“, der „Tenbrielen-Riegel“ und die „Flandern-Stellung“ als Auffanglinien bei möglichen Durchbrüchen der Alliierten. An der Stellung auf „Höhe 80“ führte der Sachsengraben als Schützengraben vorbei, der als Teil der „II. (Höhen) Stellung“ den Ort umgab; von der Stellung führte der Schweinle Steig als Laufgraben zur vordersten Frontlinie.
Die Stellung gewährte einen weiten Ausblick in die bis zu 50 Meter tiefer liegende Ebene, in der die alliierten Stellungen lagen. Von besonderer strategischer Bedeutung war der freie Blick auf das rund acht Kilometer entfernte Ypern und die Frontlinie des Ypernbogens. Nach dort konnten Artilleriebeobachter das Artilleriefeuer deutscher Geschütze leiten, die gegen Einblick geschützt östlich des Höhenrückens aufgestellt waren. Drei Kilometer westlich von Wytschaete lag in dem von alliierten Truppen gehaltenen Gebiet der strategisch wichtige und damals als Auge von Flandern bezeichnete Kemmelberg (159 Meter über Meeresniveau). Von dort aus waren Wytschaete und die „Höhe 80“ gut einsehbar, sodass sichtbare Personenbewegungen sofortigen Artilleriebeschuss vom Kemmelberg nach sich zogen.

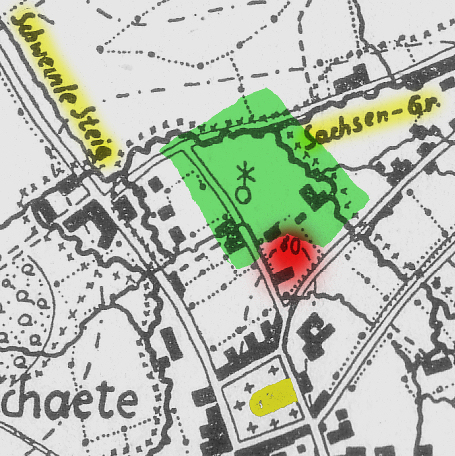
Deutsche Karte mit Höhenangabe 80 (rot) und Schweinle Steig sowie Sachsengraben
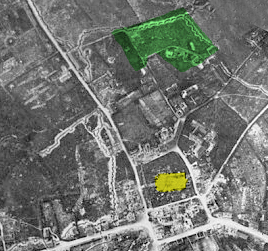
Luftbild von 1916, Ausgrabungsfläche von 2018 grün, Kirche gelb
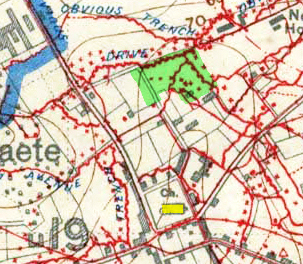
Britische Karte von 1917

## Geschichte

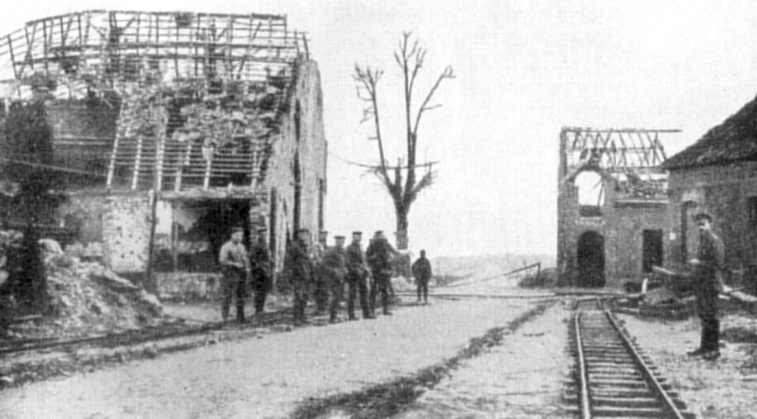
Hauptstraße in Wytschaete, 1916

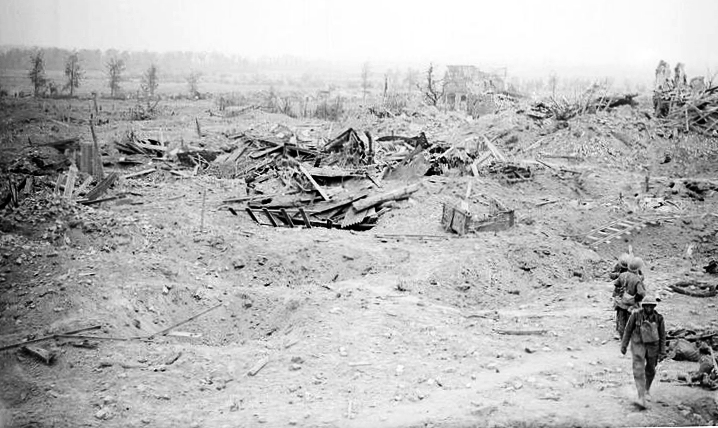
Der zerstörte Ort Wytschaete nach der Schlacht am Wytschaete-Bogen, 1917

Den Ort Wytschaete nahmen deutsche Truppen bei der Ersten Flandernschlacht Anfang November 1914 nach heftigen Kämpfen gegen französische Einheiten ein. Die Deutschen setzten sich anschließend auf dem strategisch wichtigen Bergrücken zwischen Messines und Wytschaete fest.
Deutsche Truppen bauten den Ort Wytschaete als Militärstützpunkt mit Unterkünften aus. Es entstand ein umfangreiches System aus Bunkern, Gräben, Stollen und Tunneln, das durch Sperrfelder aus Stacheldrahtverhau gesichert war. Dazu zählte auch die am Ortsrand liegende Stellung an der „Kapelleriemühle“. Zu ihr gehörten Schützen- und Laufgräben, Gebäude, eine Kommandozentrale in Kellern, Beobachtungsposten und Tunnelverbindungen zur etwa einen Kilometer entfernten vordersten Frontlinie. Als im Kriegsverlauf der Beschuss des Ortes stärker wurde, entstanden zum Schutz der Soldaten zwei unterirdische Stollenkasernen mit 200 und 35 Betten. 1915 waren in dem Bereich vor allem Bayerische Einheiten eingesetzt, wie das 5. und 17. Infanterie-Regiment.
Während der Dritten Flandernschlacht überrannten alliierte Truppen bei der Schlacht am Wytschaete-Bogen nach verheerenden Minensprengungen im Juni 1917 den Ort und nahmen dabei auch die Stellung ein. Der bei dem Vorstoß erlangte Geländegewinn betrug nur wenige Kilometer.
Im April 1918 während der Vierten Flandernschlacht eroberten deutsche Truppen Wytschaete zurück und drangen darüber hinaus bis zum Kemmelberg vor. Danach nahmen die Alliierten im September 1918 während der Hunderttageoffensive Wytschaete und damit auch die Stellung endgültig ein. Der Ort wurde im Laufe des Krieges durch Artilleriebeschuss nahezu vollständig zerstört; das Umland glich durch die zahlreichen Granattrichter einer Mondlandschaft. Nach dem Krieg wurden Trichter und militärische Gräben mit Erdreich, so auch rund um die Stellung, verfüllt. Seither blieb das Gelände der Stellung weitestgehend ungenutzt.

## Ausgrabung

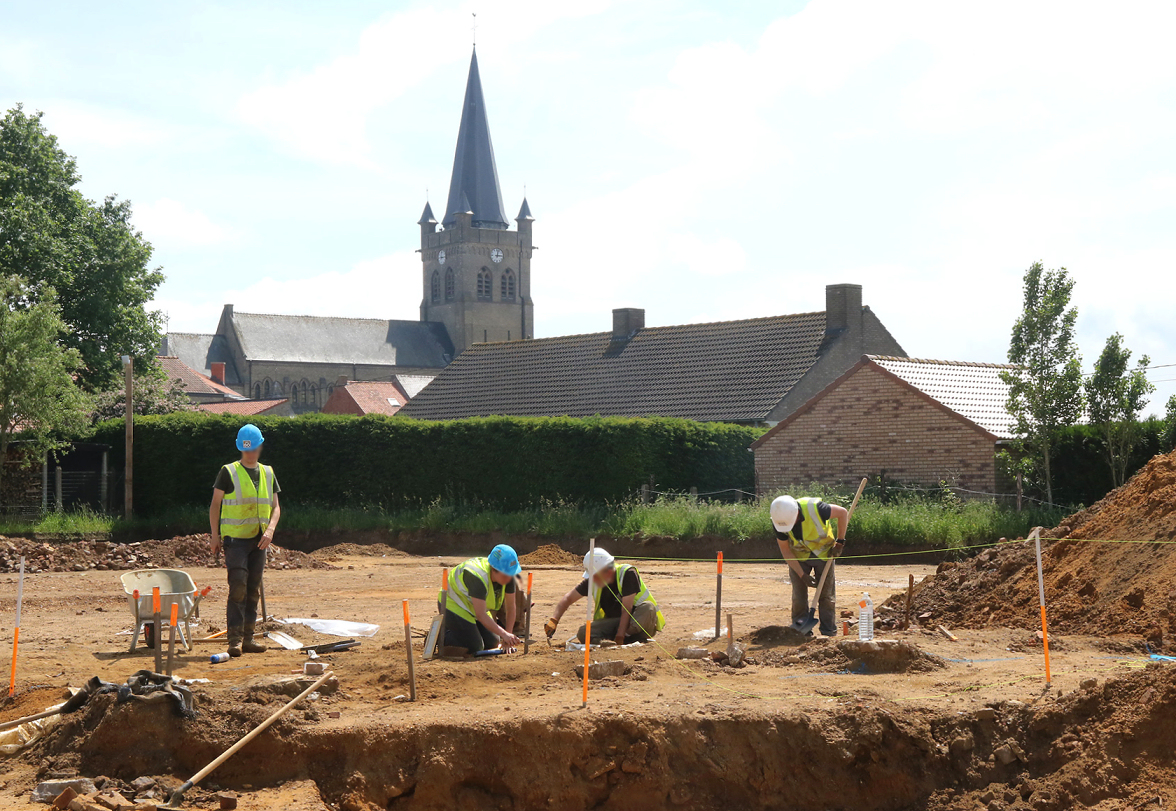
Ausgrabungsarbeiten im Bereich von gefallenen Soldaten, erkennbar an orangefarbenen Stöcken, 2018

Das Gelände der früheren Stellung an der „Kapelleriemühle“ geriet im Jahr 2015 in den Blickpunkt von Historikern und Archäologen, als sie wegen einer geplanten Bebauung durch Wohnhäuser mit kleinteiligen Testgrabungen nach historischen Bodenresten suchten. Die dabei entdeckten Kriegshinterlassenschaften wie Munition und militärische Ausrüstungsgegenstände ließen reichhaltige Funde erwarten.
Im Jahr 2018 erfolgte eine großflächige Ausgrabung auf einem 1,1 Hektar großen Areal, das für die Bebauung vorgesehen war. Daran waren Archäologen, Historiker und freiwillige Grabungshelfer aus mehreren Ländern beteiligt. Die Ausgrabung, die sich der Schlachtfeld- und gleichermaßen der Neuzeitarchäologie zurechnen lässt, diente dem Erkenntnisgewinn zur Bau- und Funktionsweise der Stellung. Ebenso sollten bei den Grabungen die dort noch liegenden Gefallenen geborgen werden, um sie zu identifizieren und auf einer der umliegenden Kriegsgräberstätten würdig zu bestatten.

### Ausgrabungsprojekt

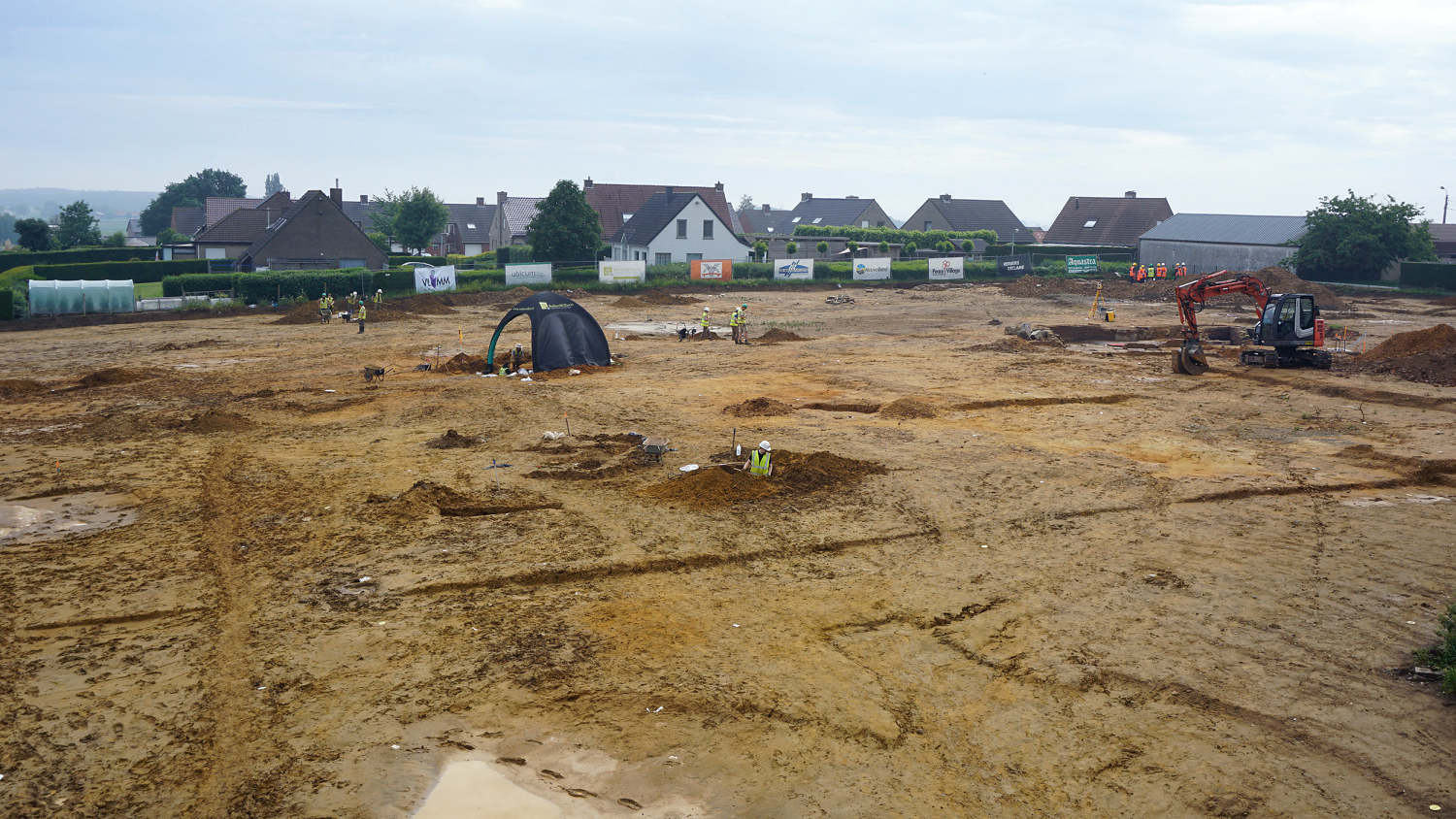
Blick über das Ausgrabungsgelände

Das Ausgrabungsprojekt trug die Bezeichnungen „Dig Hill 80 Project Whitesheet (englische Bezeichnung für Wytschaete) 2018“ und „Höhe 80 Project Whitesheet 2018“. Initiatoren waren der belgische Schlachtfeld-Archäologe Simon Verdegem sowie der britische Militärhistoriker Peter Doyle und sein deutscher Kollege Robin Schäfer. Gefördert wurde das Ausgrabungsprojekt von einigen Prominenten, wie dem britischen Comedian Al Murray und dem Historiker Dan Snow. An der 60 Tage andauernden Ausgrabung waren insgesamt 204 Grabungshelfer beteiligt.
Als Finanzierungsart wurde Crowdfunding gewählt, weil der belgische Staat keine Mittel für eine größere Ausgrabung zur Verfügung stellte und der Bauherr die hohen Kosten nicht aufbringen konnte. Durch das Crowdfunding kamen Ende 2017 etwa 178.000 Euro von fast 2700 Spendern zusammen. Das meiste Geld kam aus den Vereinigten Staaten und Großbritannien, gefolgt von Belgien und Deutschland. Es wurden auch andere Finanzierungsmöglichkeiten genutzt, wie der Verkauf von Merchandise-Artikeln und bezahlte Führungen über das Ausgrabungsgelände. Zur Unterstützung trugen auch die Grabungshelfer selbst bei, die für ihre Beteiligung an den Ausgrabungsarbeiten zahlten. Insgesamt wurden an Geldmitteln rund 220.000 Euro aufgebracht, die 3000 Geldgeber zur Verfügung gestellt hatten. Die vorher kalkulierten Kosten beliefen sich auf insgesamt 250.000 Euro, wovon mit 100.000 Euro der größte Anteil auf die Arbeit der Archäologen entfiel. 45.000 Euro waren für die Kampfmittelbeseitigung und 30.000 Euro für Baggerarbeiten vorgesehen. Der Nachbearbeitungsprozess mit Restaurierungs- und Fundaufbereitungsmaßnahmen wurde mit 40.000 Euro veranschlagt. Die Kosten für forensische Untersuchungen an menschlichen Überresten sollten sich auf 20.000 Euro belaufen. Am geringsten fielen mit 15.000 Euro die Kosten für die Vor-Ort-Organisation mit Arbeitscontainern und -geräten aus.

### Ausgrabungsergebnisse

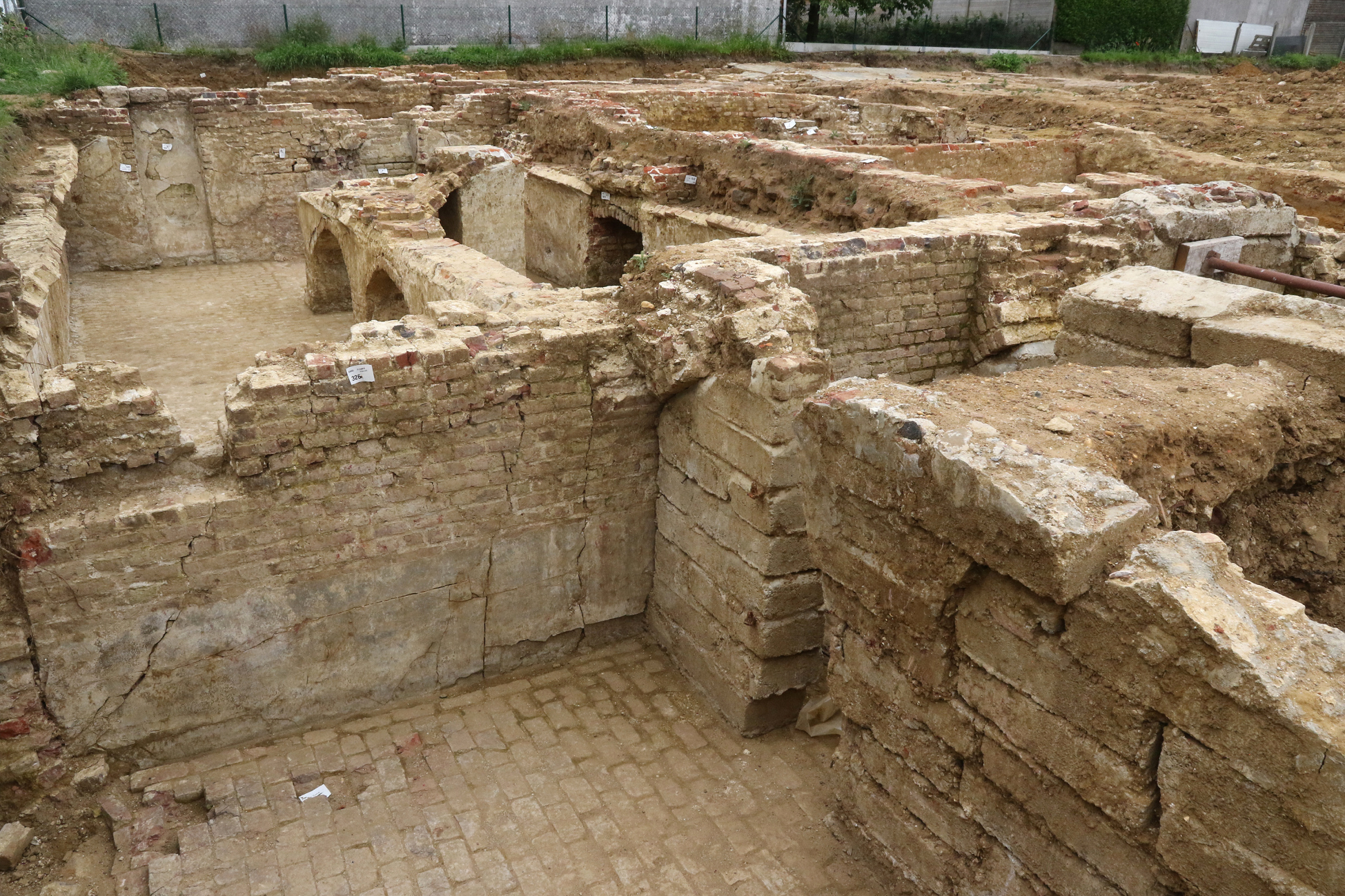
Gebäudereste der früheren Stellung

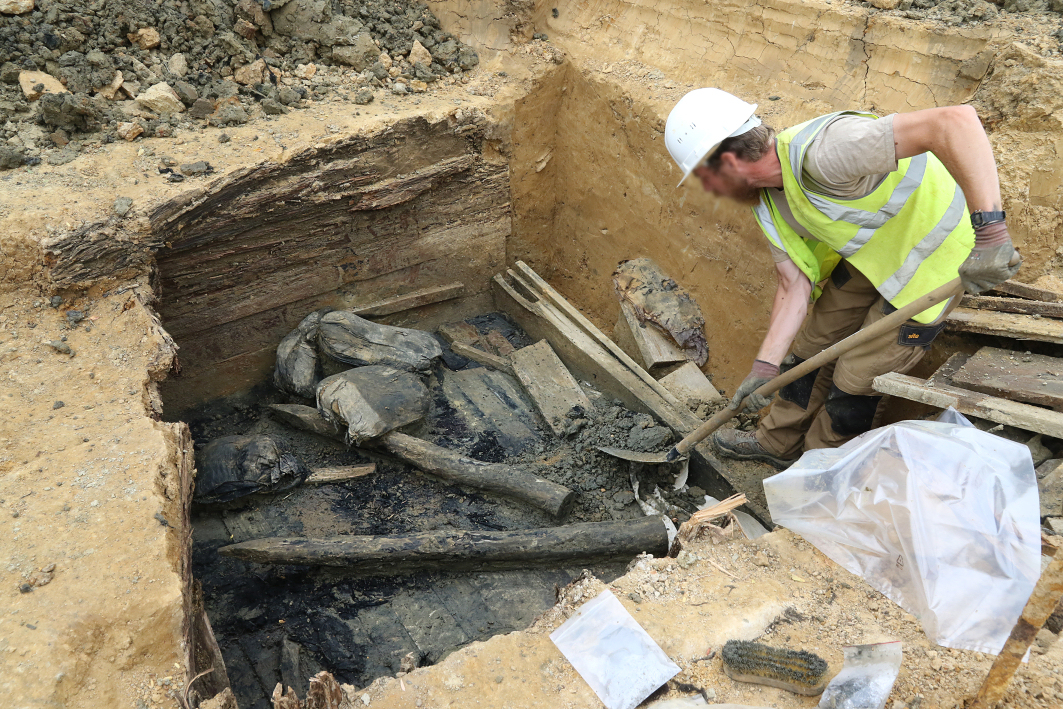
Holzreste eines Grabens oder Unterstandes und Sandsäcke

Bei den Ausgrabungen auf rund 10.500 Quadratmeter Fläche untersuchten die Archäologen militärische Gräben mit einer Länge von insgesamt 476 Meter und 430 Granattrichter. Sie stießen auf sechs Kellerräume von Gebäuden und einen zum Bunker verstärkten Keller, den sie als früheres Hauptquartier interpretieren. Ein weiterer vermuteter Bunker stellte sich als Bodenplatte heraus. Die früheren Gebäude waren ein Mühlenkomplex, zu dem eine Windmühle, eine Dampfmühle, ein Lagerschuppen und das Wohnhaus des Müllers gehörten, die zur militärischen Nutzung umfunktioniert worden waren. Die ursprünglichen Gebäudeteile und die späteren militärischen Einbauten konnten die Archäologen anhand des verwendeten Steinmaterials unterscheiden: Die älteren Gebäudeteile bestanden aus rotem Backstein, die militärischen Einbauten aus hellem Baumaterial wie Beton und Betonsteinen. Neben den Gebäuden legten die Archäologen zwei Tunnel und eine Holztreppe mit unbekannter Funktion frei. Auf dem Ausgrabungsareal fanden sie die Laufgräben, die auch auf militärischen Lageplänen aus dem Ersten Weltkrieg verzeichnet waren. In einem der Gräben lagen zahlreiche Ausrüstungsgegenstände von britischen Soldaten, was darauf hindeutet, dass sie den Graben bei einem deutschen Angriff schnell verließen.
Zu den Fundstücken der Ausgrabung zählten rund 4000 Artefakte. Darunter befanden sich vor allem Ausrüstungsgegenstände von Soldaten, wie Bajonette, Gewehre, Stahlhelme, Kochgeschirre und Feldflaschen. Gefundene Uniformteile von bayerischen Truppen belegten ihre historisch überlieferte Anwesenheit in Wytschaete. Die Fundstücke werden in einem Depot in Brügge untersucht und inventarisiert. Es wurden auch Kampfmittel wie Granaten und Munition geborgen.
Auf der Ausgrabungsfläche wurden sterbliche Überreste von rund 130 Soldaten, zum Teil eilig in Massengräbern verscharrt, gefunden. Darunter waren deutsche, britische, französische und südafrikanische Soldaten, von denen zunächst bisher (Oktober 2018) keiner identifiziert werden konnte. Experten gehen davon aus, dass unter den Gefallenen etwa 100 deutsche Soldaten sind, von denen die meisten während der Ersten Flandernschlacht im November 1914 durch Gewehr- oder Granatfeuer getötet wurden. Die forensischen Untersuchungen an den Gebeinen von gefallenen Soldaten nimmt die britische Universität Cranfield vor.
Mit ihren Untersuchungen konnten die Archäologen die Kriegsgeschichte in Wytschaete rekonstruieren, die mit den Kämpfen von 1914 einsetzte. Die Schützengräben entstanden in den Jahren von 1915 bis 1917, während die Schlachten 1917 und 1918 stattfanden. Die besondere Bedeutung des Fundgeländes bestand laut den Archäologen darin, dass das Areal seit 1918 keine größeren Eingriffe erfahren hat und auch nicht landwirtschaftlich genutzt wurde. Ihrer Einschätzung nach ist die Stellung eine Art „Pompeji des Ersten Weltkriegs“.

Fundstücke
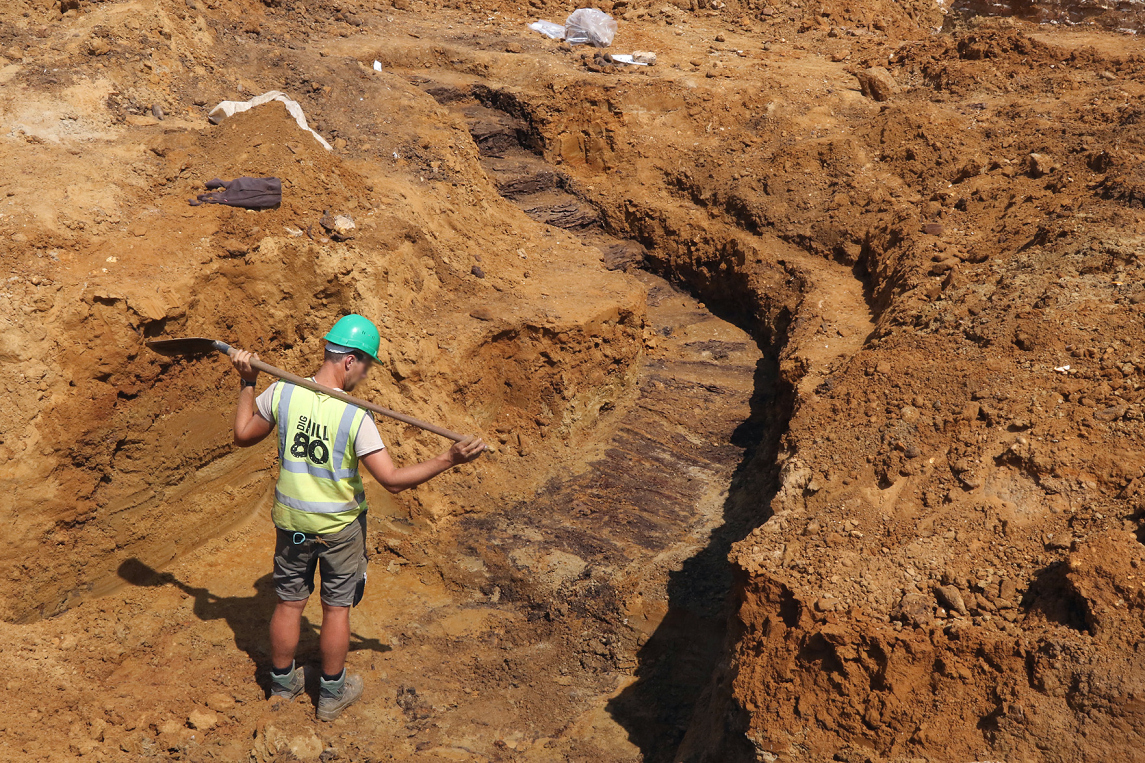
Hölzerne Treppenstufen eines unterirdischen Ganges
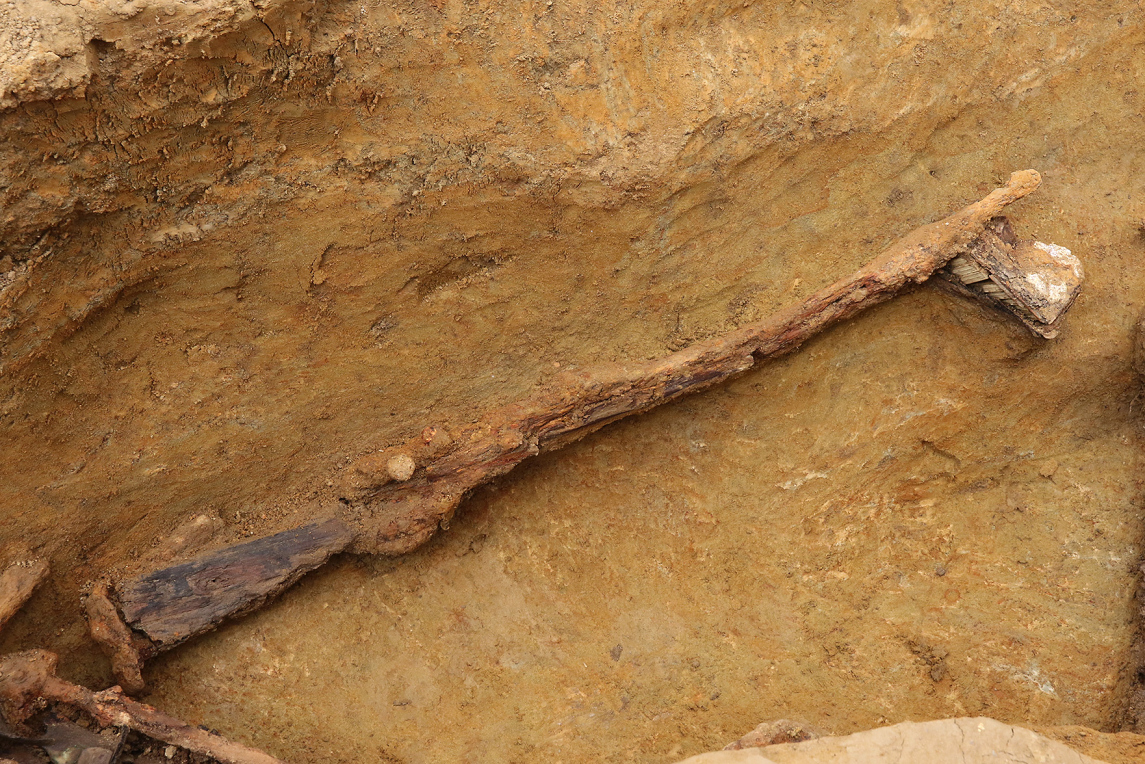
Gewehr
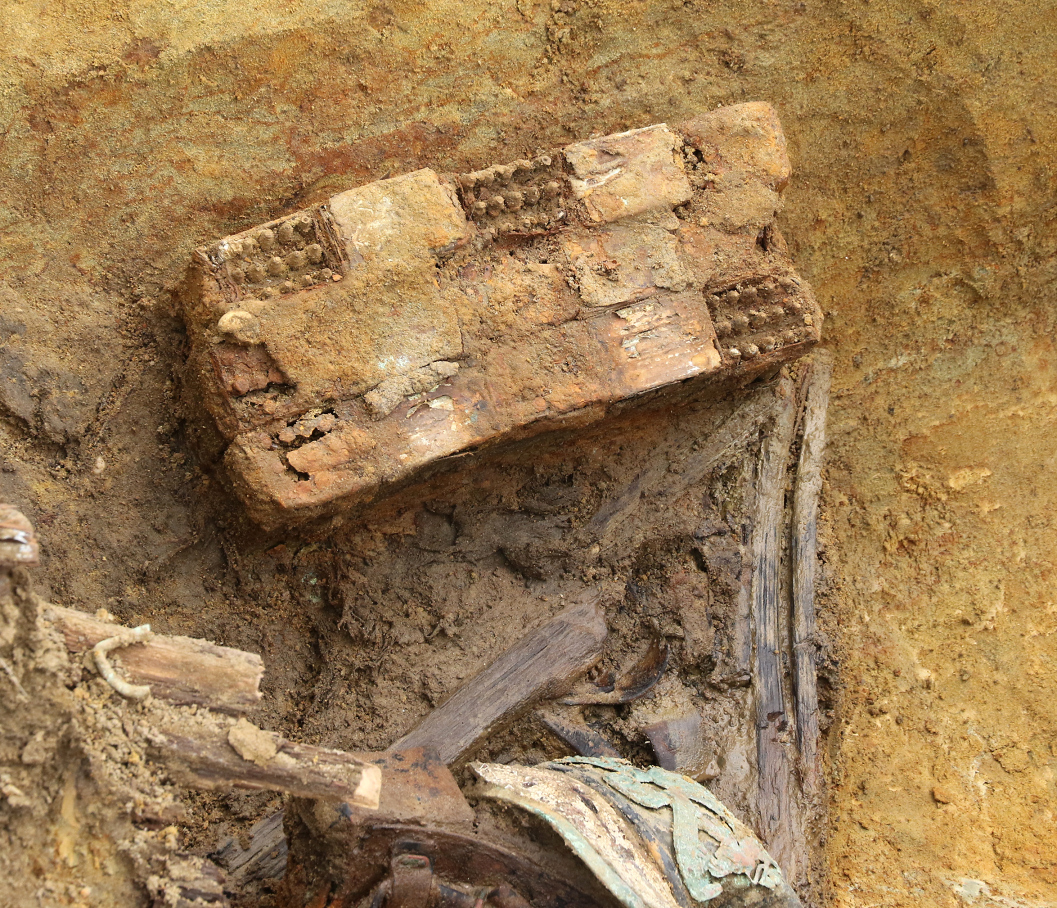
Gewehrmunition
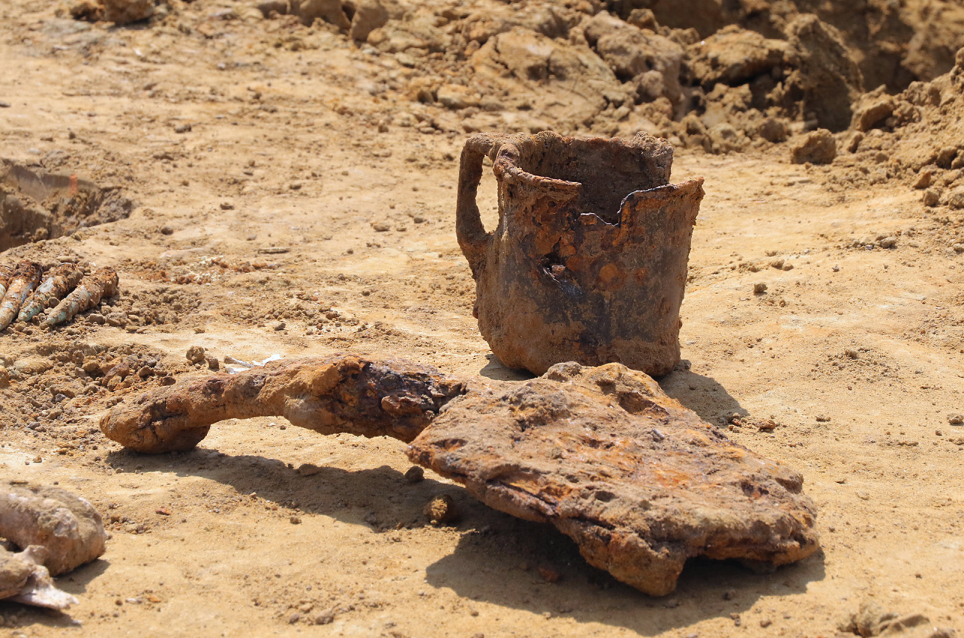
Feldspaten, Becher
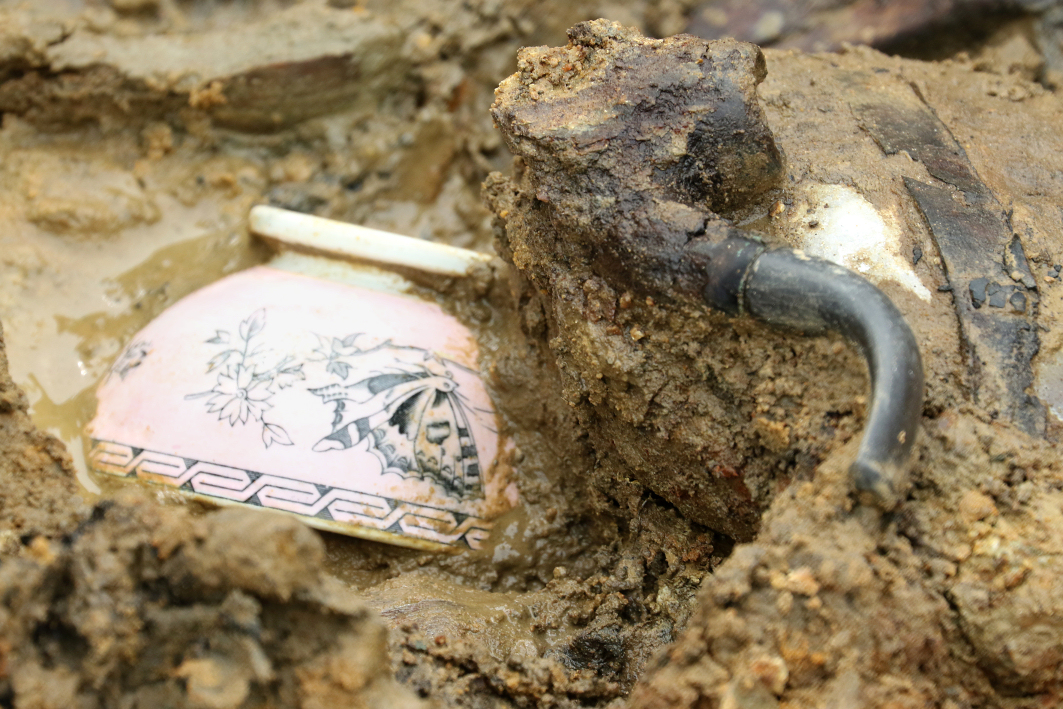
Tasse und Pfeife

### Fundpräsentation
Eine erste Vorstellung der Ausgrabungsergebnisse fand Ende 2018 in Ypern statt. Eine weitere Vorstellung erfolgte im November 2018 in London. Die Fundstücke sollen nach ihrer Restaurierung der Gemeinde Heuvelland zur Verfügung gestellt oder in regionalen Museen zur Geschichte des Ersten Weltkriegs in Flandern ausgestellt werden, wie dem In Flanders Fields Museum in Ypern und dem „Memorial Museum Passchendaele 1917“ in Zonnebeke.
Auf Grundlage des Ausgrabungs- und Dokumentationsmaterials, unter anderem aus Luftbildaufnahmen durch Quadrocopter, fertigt das US-amerikanische Universität Virginia Tech eine 3D-Projektion an. Es ist geplant, die frühere Stellung in virtueller Realität erlebbar zu machen, sodass sie mit einer VR-Brille betrachtet werden kann.